# Michael Jeter
Michael Jeter (Lawrenceburg, Tennessee; 26 de agosto de 1952-Los Ángeles, California; 30 de marzo de 2003) fue un actor de teatro, cine y televisión estadounidense. Nominado al premio Globo de Oro, ganador de un premio Tony y un premio Emmy.

## Biografía
Jeter nació en Lawrenceburg, Tennessee, situado entre Chattanooga y Memphis. El padre de Jeter era el dentista William Claud Jeter (1922-2010), y su madre era el ama de casa Virginia Raines (1927-2019). Los Jeter eran una familia numerosa, y Jeter tenía un hermano y cuatro hermanas. Jeter se matriculó en la Universidad de Memphis, hasta que su interés cambió de la Medicina hacia la actuación.
Debutó en 1979 con la película Hair. Participó en Waterworld, The Fisher King, Patch Adams, Sister Act 2: Back in the Habit, The Green Mile, Parque Jurásico III y Open Range.
Tuvo un papel memorable en el musical Grand Hotel, realizado en varios en teatros de Broadway, y por el cual ganó un Premio Tony en 1990, y también el premio Outer Critics Circle Award, el Drama Desk Award y el Clarence Derwent Prize.
Interpretó a un condenado a muerte en el filme The Green Mile, adaptación del libro de Stephen King del mismo nombre. También trabajó en la serie de ciencia ficción Taken.
Ganó un premio Emmy en 1992 por su papel en la sitcom Evening Shade. También fue reconocido entre las audiencias infantiles por su participación como el «Sr. Noodle, hermano del Sr. Noodle» en el segmento El mundo de Elmo del programa infantil Sesame Street entre 2000 y 2003.

### Vida personal
Jeter fue abiertamente homosexual y conoció a su pareja Sean Bier en 1995. Permanecieron juntos desde 1995 hasta la muerte de Jetter en 2003. El actor no ocultaba que era portador del virus VIH y que tenía dificultades por su adicción a las drogas y el alcohol. A finales de los años 1980 se retiró durante un tiempo de los escenarios debido a estos problemas.

I’m not dying of AIDS, I’m living with HIV.
No me estoy muriendo de sida, estoy viviendo con el VIH.
Michael Jeter

En su último año de vida trabajó en la película Open Range, y dio su voz a Smokey y Steamer en The Polar Express, por las que recibió buenas críticas. Estas fueron sus últimas películas, y ambas le fueron dedicadas con una frase —y su foto— al final de los créditos: «Dedicada a la memoria de Michael Jeter».

### Muerte
El 30 de marzo de 2003, Jeter fue encontrado muerto en su hogar en Hollywood a la edad de 50 años. Aunque era seropositivo al VIH, tuvo buena salud por muchos años. Su pareja Sean Blue publicó que Jeter falleció de un ataque de epilepsia. Tenía 50 años. Fue incinerado y sus cenizas esparcidas al viento.

## Obras

### Teatro
- Once in a Lifetime.
- G. R. Point.
- Cloud 9.
- Grand Hotel.
- Alice in Concert.
- Greater Tuna.

### Televisión
- 1979: My Old Man (como George Gardner).
- 1980: From Here to Eternity (serie de TV, como el soldado private Ridgely).
- 1980: Lou Grant (como Max Galt; 1 episodio: «Dogs»).
- 1982: Alice at the Palace (como Caterpiller/Dormouse).
- 1986: Night Court.
- 1988: Hothouse (como Art; 7 episodios).
- 1990-1994: Evening Shade (como Herman Stiles, en 74 episodios).
- 1993: Gypsy: A Musical Fable (versión para TV)
- 1993: When Love Kills: The Seduction of John Hearn (como Bob Black).
- 1993-1995: Picket Fences (como Peter Lebeck); 3 episodios.
  - 1993: «Frog Man».
  - 1995: «Frogman Returns».
  - 1995: «Changing of the Guard».
- 1994: Tales of the City (miniserie de PBS).
- 1994: Chicago Hope (como Bob Ryan; 1 episodio: «A Coupla Stiffs»).
- 1996: Mrs. Santa Claus (como Arvo, el elfo mano derecha de Santa Claus).
- 1996: The Boys Next Door (como Arnold Wiggins).
- 1996: The Boys Next Door.
- 1996: Suddenly Susan (como Lawrence Rosewood; 1 episodio: «Dr. No»).
- 1997: Duckman: Private Dick/Family Man (dibujo animado; 1 episodio «Ajax & Ajaxer» como actor de voz: Dr. William Blay).
- 1997: Second Noah (como The Chicken Man; 1 episodio: «Diving In»).
- 1997: Murphy Brown (como Vic).
- 1999: Touched by an Angel (1 episodio; como Gus Zimmerman).
- 2000-2003: Sesame Street (como el «Sr. Noodle, hermano del Sr. Noodle»).
- 2000: Chicken Soup for the Soul (1 episodio: «Footprints on My Heart», «Legacy», «Elopement»; como el ministro Lowell).
- 2002: Taken (miniserie de ciencia ficción; como William Bill Jeffries).
- 2002: Hey Arnold! (como Nate, en 1 episodio).

### Filmografía
- 1979: Hair (como Sheldon).
- 1981: Ragtime.
- 1983: Zelig (aparece acreditado como «Michael Jeeter»).
- 1986: The Money Pit.
- 1989: Dead Bang.
- 1989: Tango & Cash.
- 1989: Just Like in the Movies.
- 1991: The Fisher King.
- 1993: Bank Robber.
- 1993: Sister Act 2: Back in the Habit (como el padre Ignatius).
- 1994: Drop Zone (como Earl Leedy).
- 1995: Waterworld (como Old Gregor).
- 1997: Air Bud.
- 1997: MouseHunt, Quincy Thorpe.
- 1998: Fear and Loathing in Las Vegas.
- 1998: Patch Adams.
- 1998: The Naked Man (como el asesino Sticks Varona).
- 1998: The Ransom of Red Chief.
- 1998: Thursday.
- 1998: Zack and Reba.
- 1998: Race For Atlantis.
- 1999: Jakob the Liar (Avron).
- 1999: The Green Mile.
- 1999: True Crime.
- 2000: Las aventuras de Kid Quick (Dibble).
- 2000: The Gift (Gerald Weems).
- 2000: Walking The Mile (documental sobre The Green Mile).
- 2000: South of Heaven, West of Hell
- 2001: Parque Jurásico III
- 2002: Welcome to Collinwood (Toto).
- 2003: Open Range.
- 2004: The Polar Express.